# The Way to Love
The Way to Love is een Amerikaanse filmkomedie uit 1933 onder regie van Norman Taurog. Destijds werd de film in Nederland uitgebracht onder de titel De weg naar liefde.

## Verhaal
De jonge Parijzenaar François wil graag reisgids worden, zodat hij toeristen kan vertellen over zijn thuisstad. In plaats daarvan loopt hij over straat met een reclamebord voor de kwakzalver Gaston Bibi. Zijn vrouw en dochter hebben intussen andere plannen met François.

## Rolverdeling
| Acteur                | Personage          |
| --------------------- | ------------------ |
| Maurice Chevalier     | François           |
| Ann Dvorak            | Madeleine          |
| Edward Everett Horton | Gaston Bibi        |
| Minna Gombell         | Suzanne            |
| Arthur Pierson        | Mijnheer Joe       |
| Nydia Westman         | Annette            |
| John Miljan           | Marco              |
| Blanche Friderici     | Rosalie            |
| Sidney Toler          | Pierre             |
| Grace Bradley         | Gebruinde dame     |
| George Regas          | Pedro              |
| Douglas Dumbrille     | Agent Chapusard    |
| Arthur Housman        | Dronkenman         |
| Billy Bevan           | Mijnheer Prial     |
| George Hagen          | Wladek de Machtige |
| Jason Robards sr.     | Gids               |